# Johannes Holmberg
Johannes Holmberg, född 7 augusti 1887 i Geta, död 27 oktober 1966 på samma plats, var lots, jordbrukare och centralperson för självstyrelserörelsen på Åland.

## Holmbergs inställning i Ålandsfrågan
Johannes Holmberg säger sig själv ha varit Julius Sundbloms lärjunge fram till att denne gick från fosterländsk inställning till att vara svenskorienterad och engagerad i Ålandsrörelsen.
Holmberg var tveksam till att Åland skulle förenas med Sverige. Hans linje var att finlandssvenskarna skulle tappa mycket av sin möjlighet att påverka språksituationen i Finland ifall Åland skulle bli svenskt. Detta påpekade han på stormötet i slutet av december 1917 efter att man har gjort den första namninsamlingen.

## Finska inbördeskriget på Åland
Under 1918 stred Johannes Holmberg med de vita skyddskårerna på Åland. Han var med och intog Boxö befästning. Så här beskriver han intagandet "När en del av Nystadskåren jämte Norra Ålands skyddskårer ställde upp ordnad skytteled på Boxösundet under löjtnant Prleverts befäl trodde fästningsgarnisonen att en stor vit arme var i antågande. Det var därför Iätt att för den parlamentär, som med den rysktalande Prlevert i spetsen underhandlade med fästningens befäl, förmå ryssarna att kapitulera utan strid. Om detta inte lyckats hade väl de flesta av oss som var med funnit sin bane på isen. Blottställda som vi var utan vapen och något som helst skydd i skottlinjen från fästningen." Han var även med i en delegation som träffade den svenska expeditionsledaren kommendörkaptenen G. Starck på hans fartyg H.M.S Thor som låg på redden i Eckerö för att reda ut vad svenskarna hade för ambitioner på Åland. 

## Arbetet i olika kommittéer
I januari 1919 blev Holmberg utvald att delta i en ekonomisk kommitté som skulle arbeta fram olika förslag för förbättringar för Åland. I denna fastländska kommitté fanns även Ålandskommittémedlemmarna Bertel Jung och  L.W Fagerlund. Det var förmodligen här som Holmberg lärde känna Ålandskommittén och vad den stod för. Dessutom var jägaren Karl Johan "Jan" Sundbergs farbror Fridolf Sundberg med i samma kommitté. Senare samma år (oktober 1919) var Holmberg med i Tulenheimokommittén som tog fram självstyrelseförslaget på order av den finska presidenten. Förslaget i sig blev dock urvattnat när det skulle manglas igenom den finska riksdagen och blev sedermera förkastat av Ålandsrörelsen med Julius Sundblom i spetsen. Nationernas Förbund bestämde två år senare att detta förslag skulle vara lösningen på Ålandsfrågan.

## Slutspurten av Ålandsfrågan
Johannes Holmberg var en centralperson för självstyrelserörelsen på Åland och när rapportörerna kom till Åland i december 1920 för att höra båda de parternas sidor i Ålandsfrågan, så var Holmberg med på de mötena. Rapportörerna anlände till Åland med s/s Torneå på eftermiddagen den 9 december 1920. Efter att de hade blivit mottagna av landshövding William Isaksson och gått på en promenad i Mariehamn, åkte man till landshövdingens hem på middag. Förutom rapportörerna deltog även landssekreteraren Johansson, ingenjör Isidor Jansson, chefen för Ålands Lotsdistrikt överste Hjelt, häradshövding Borg, norska vicekonsuln och bankdirektör i Unionsbanken Hugo Lundqvist, lotsen Johannes Holmberg och godsägare Johan Dahlström. Isaksson höll ett kort tal till rapportörerna på engelska där han förutom att hälsa dem välkomna berättade kort om Åland och relationerna till Finland och avslutade med att han hoppades att rapportörerna skulle finna en lösning som gjorde att brodersfolken kunde fortsätta att leva i samförstånd. Amerikanen Dr Elkus svarade för rapportörerna och bedyrade att man skulle hitta en rättvis lösning för ålänningarna.

## Johannes Holmbergs politiska karriär
I riksdagsvalet 1916 ställde Johannes Holmberg upp tillsammans med redaktör Julius Sundblom. Sundblom kom planenligt in i riksdagen och Holmberg stod på andra reservplats på Svenska Folkpartiets vallista. I valet året efter ställde bara Sundblom upp av ålänningarna, men både Holmberg och Johannes Eriksson åkte runt på valturné på Åland där man förde fram Sundblom. Ingen ålänning ställde upp i riksdagsvalet 1919 eller 1922. 
I landstingsvalet 1922 var det enbart Johannes Holmberg som kom in som representant för självstyrelsepartiet. De andra 29 platserna gick till Ålandsrörelsen som ville att Åland skulle höra till Sverige. Valet styrdes dock av Ålandsrörelsen med Ålandstidningen och Julius Sundblom i spetsen som fick valet att handla om man var för det svenska språket och kulturen eller ej. Självstyrelsepartiet fick inte själva välja vad de hette i valet, utan Sundblom döpte dem till "partiet" som var emot svenskhet.
I det andra valet 1925 vägrade Johannes Holmberg och Fanny Sundström att kandidera. Röstdeltagandet i detta val var utan konkurrens det sämsta genom tiderna på Åland. Det var strax över 10 % som deltog eller 1 500 personer som röstade. Det var säkert en reaktion på att det inte fanns något annat "parti" att rösta på än f.d. Ålandsrörelsens. Eftersom t.ex. Julius Sundblom och Torsten Rothberg stod på 23 av 38 listor, så hade man även ordnat vem som skulle få mest röster i valet.
Holmberg satt i landstinget i flera perioder och han avslutade sin politiska karriär som talman 1945. Han blev den andra talmannen efter Julius Sundblom.

## Böcker och media som behandlar Ålandsfrågan och Johannes Holmberg
- Carl Björkman : Ålands första lantråd, 1988 Martin Isaksson [bok] [6]
- Efter stormen - Ålands landsting öppnas 9 juni 1922, 1997 Hasse Svensson, Christian Stormbom [film] [7]
- Johannes Holmberg och Ålandsfrågan, 1997 Brita Jansson [bok] [8]
- Ålandskommittén och självstyrelsen. 1998 Kerstin Laitinen [bok] [9]
- Den Bortglömda Historien, 2015 Mats Adamczak [bok] [10]
- Minnen & Reflektioner - från Ålandsfrågans dagar, 2017 Johannes Holmberg & Mats Adamczak [iBook]